# Krwotok śródmózgowy
Krwotok śródmózgowy (ang. intracerebral hemorrhage) – krwotoczny udar mózgu, niebędący krwotokiem podpajęczynówkowym. Od  udaru mózgu spowodowanego krwotokiem śródmózgowym należy odróżnić dwa inne rodzaje udarów: zawał mózgu i krwotok podpajęczynówkowy.
Wśród krwotoków śródmózgowych na szczególną uwagę zasługuje krwotok do móżdżku (czyli krwotok do tylnej jamy czaszki) z uwagi na to, że w miarę stopniowego powiększania się objętości krwiaka tylnej jamy dochodzi do ucisku na ośrodek oddechowy pnia mózgu, co stanowi bezpośrednie zagrożenie życia i wymaga pilnej interwencji neurochirurgicznej. Klasyfikacja krwotoków śródmózgowych związana jest z lokalizacją pękniętego naczynia tętniczego  i to ona determinuje jaki zespół objawów będzie towarzyszył danemu krwotokowi. Szczególnie ciężki przebieg mają krwotoki, w których doszło do przebicia się krwiaka do układu komorowego mózgu, wypełnionego płynem mózgowo-rdzeniowym. 
W badaniu płynu mózgowo-rdzeniowego można stwierdzić płyn jednolicie podbarwiony krwią oraz ksantochromię.

## Klasyfikacja ICD10
| kod ICD10     | nazwa choroby                           |
| ------------- | --------------------------------------- |
| ICD-10: I61   | Krwotok śródczaszkowy                   |
| ICD-10: I61.0 | Krwotok mózgowy do półkul, podkorowy    |
| ICD-10: I61.1 | Krwotok mózgowy do półkul, korowy       |
| ICD-10: I61.2 | Krwotok mózgowy do półkul, nieokreślony |
| ICD-10: I61.3 | Krwotok mózgowy do pnia mózgu           |
| ICD-10: I61.4 | Krwotok mózgowy do móżdżku              |
| ICD-10: I61.5 | Krwotok mózgowy wewnątrzkomorowy        |
| ICD-10: I61.6 | Krwotok mózgowy o mnogim umiejscowieniu |
| ICD-10: I61.8 | Inne krwotoki mózgowe                   |
| ICD-10: I61.9 | Krwotok mózgowy, nieokreślony           |